# Pontypridd RFC
El Pontypridd Rugby Football Club es un equipo de rugby de Gales con sede en el condado de Pontypridd.
Participa anualmente en la Premiership, la principal competición de la disciplina en el país.

## Historia
Fue fundada en 1876 y, desde el año 1990, participa en la Premiership, el principal torneo de Gales, en el cual ha logrado cinco campeonatos.
En 2002 logró llegar a la final del European Challenge Cup. En dicho partido perdió la final frente al club inglés Sale Sharks por un marcador de 25 a 22.
El equipo Cardiff Blues lo representa en la Liga Celta, en la que participó en las temporadas 2001-02 y 2002-03.
Durante su larga historia ha conseguido derrotar a diferentes representativos nacionales como el caso de la selección de Fiyi, Canadá, Georgia y Namibia.

## Palmarés

### Torneos internacionales
- Subcampeón European Challenge Cup : 2001-02

### Torneos nacionales
- Premiership (5): 1996-97, 2011-12, 2012-13, 2013-14, 2014-15.

- Copa de Gales (7): 1996, 2002, 2006, 2011, 2013, 2014, 2025.

- Campeonato de Gales no oficial (4): 1962-63, 1975-76, 1977-78, 1978-79.